# Lena Rådström Baastad
Lena Therese Rådström Baastad, född Larsson 4 april 1974 i Längbro församling i Örebro, är en svensk politiker (socialdemokrat) och mellan 27 augusti 2016 och 6 november 2021 Socialdemokraternas partisekreterare. Från den 1 mars 2023 är Lena Rådström Baastad landshövding i Örebro län.
Mellan 2006 och januari 2016 var hon kommunalråd i Örebro kommun och var även kommunstyrelsens ordförande från 2011. 2018–2021 var hon riksdagsledamot.